# 必殺仕事人 (2023年1月のテレビドラマ)
『必殺仕事人』（ひっさつしごとにん）は、朝日放送テレビ・テレビ朝日・松竹共同製作により、2023年1月8日の21時00分 - 22時55分にテレビ朝日系列で放送されたテレビ時代劇。

## 概要
『必殺仕事人』シリーズでは毎回、世相を反映したテーマを描き出しているが、今回は世界で猛威を振るっている新型コロナウィルスがテーマで、本作では「仕事人の誰かがいなくなる」という不吉なキャッチフレーズが流れていたが、『必殺仕事人2015』から登場していた陣八郎役の遠藤憲一が本作をもって殉職という形で卒業することが発表された。
2018年放送作、前作に続く年始放送で、両作と同じくタイトルに西暦表記がない。

## あらすじ
謎の流行病「鬼面風邪」が江戸の町に蔓延し、人々を不安に陥れる。同心の小五郎は、疫病改方長官の天野景信の伴で江戸養生所を訪れ、かつて妻こうの病気で世話になった医師の酒井東庵と出逢う。東庵は助手の文代と共に、鬼面風邪の特効薬作りに取り組んでいる。
養生所の屋根の修理のために、瓦屋の陣八郎が訪れる。陣八郎と東庵は幼馴染み同士であり、陣八郎は再会を喜ぶものの、東庵が人助けで名を成した一方、自分が裏稼業で人の命を奪っていることに、複雑な思いを抱く。
涼次の知り合いの町娘のあかりが、体調を崩して養生所を訪れるが、そのまま死亡する。養生所を建てた呉服屋の越前屋は、給付金目当てに悪事を働いており、涼次はあかりがその犠牲となって殺されたと知り、強い怒りをおぼえる。
仕事人一同は、あかりの弟の田介から、越前屋たち相手の仕事の依頼を受ける。陣八郎は、東庵のいる養生所が絡む仕事に動揺するが、東庵は悪事に無関係だと知り、一安心する。しかし、そこから思わぬ悲劇が始まることとなる。

## 登場人物

### 仕事人
渡辺小五郎（わたなべ しょうごろう）
演 - 東山紀之
表稼業は本町奉行所定町廻り同心。奉行所では「怠け者」として通っている。
中盤での仕事では陣八郎が仕留め損ねた仁吉を始末し、終盤では陣八郎がへまをしたら東庵を始末すると宣言するが、自身が天野を始末した直後に陣八郎のもとに駆けつけるも、駆けつけた時にはすでに息絶えた陣八郎がおり、そこで彼から始末された東庵を見て、彼の最後の仕事を涼次やリュウと共に見届けた。
経師屋の涼次（きょうじやのりょうじ）
演 - 松岡昌宏
表稼業は襖や屏風などを修復する経師屋。自他ともに認める食道楽。あかりを殺された田助に仕事人の噂を教えた。エピローグで陣八郎が東庵を始末する際に捨てた鬼滅丸を田助に手渡した。
リュウ
演 - 知念侑李
今作では定職を持っておらず口入れ屋に通っていたため、魚屋で働いている。エピローグでは殉職した陣八郎の仕事道具であった鏨を形見として持ち歩いており、魚屋を訪れた町人に対して「旅立ってしまった友人からの預かり物」と説明した。
花御殿のお菊（はなごてんのおきく）
演 - 和久井映見
常盤津の師匠だが、裏では情報屋としての顔を持つ。
瓦屋の陣八郎（かわらやのじんぱちろう）
演 - 遠藤憲一
表稼業は瓦屋。しかし、前作で釘を踏み抜いた怪我で屋根に上がれなくなり、思いつきで蕎麦屋を始める。
医療所で幼馴染の東庵と再会するが、幼少期に交わした約束を守って「命を救う」医者になった彼とは対照に自身が「命を奪う」仕事人となったことから苦悩し、自身も鬼面風邪に罹り仕事でも腕が鈍ってしまう。体調悪化に気づいた東庵から鬼滅丸を渡されるも彼の変化を察して最期まで服用しなかった。東庵が的にかけられた際、お菊の制止を振り切り東庵に自ら仕事人を名乗り刀で勝負しようと仕向け、東庵の手で致命傷を負いながらも、東庵を道連れにする形で始末し、小五郎たちが駆けつけた時には仁王立ちしたままで息絶えていた。彼が仕事で使用していた鏨はリュウの手に渡った。

### 周囲の人物
増村倫太郎（ますむら りんたろう）
演 - 生瀬勝久
本町奉行所に勤務する与力であり、小五郎の上司。
住之江彦左衛門（すみのえ ひこざえもん）
演 - 松尾諭
本町奉行所の同心であり、小五郎の相棒的存在。
綾小路てん（あやのこうじ てん）
演 - キムラ緑子
こうの妹で、ふくの叔母。
渡辺ふく（わたなべ ふく）
演 - 中越典子
小五郎の妻。

### ゲスト
酒井東庵（さかい とうあん）
演 - 橋本じゅん
江戸養生所の医師で陣八郎の幼馴染。昔の名は東吉。幼少期は陣八郎と「どんなに貧しくても人様に顔向けできない生き方はしない」という誓いを守って医者になった。鬼面風邪の特効薬の開発に取り組んでいたが、薬草代が底を突いたため天野に援助を申し出、応じる代わりに「薬が完成したら金持ちにだけ売る」と条件を提示されて最初は断るも医師として名を残せると唆され了承する。薬が完成せず焦燥感に駆られていたある日、助手の文代が調合した薬で父が治ったと聞き、その薬を「鬼滅丸」と名付け彼女から調合が記された覚書を受け取り、薬を本格的に売り出す。薬の値段があまりにも法外であることから庶民は薬が行き届かないことに憤った文代から覚書を返却するよう抗議されると彼女を刺殺するなど、医者としての名声と鬼滅丸の独占を図り、医者の道を踏み外してしまった。後に源蔵の依頼で仕事人の的となり、養生所に現れた陣八郎から幼少期の「侍の真似事」を思い出させる刀を渡され、自身が仕事人であることを告げられた上で文代殺しの罪を糾弾され、陣八郎の殺気に怯えながら自らの罪を棚に上げて彼を外道と言い放つ。鬼面風邪を患っている彼に容赦なく切り掛かって致命傷を負わせるも逆に陣八郎に道連れにされる形で返り討ちに遭い始末されていった。
天野景信（あまの かげのぶ）
演 - 西村まさ彦
疫病改方長官。本町奉行所から出向してきた小五郎の上司。実は越前屋と結託しており、お助け金を着服している。その後、越前屋を始めとする江戸養生所の関係者たちが仕事人たちによって殺されると、新たに江戸養生処の差配となった東庵を抱き込み、鬼滅丸の利権を独占しようと目論む。
中盤の仕事で紛失した小五郎のアマビエの根付を見つけたことで小五郎の正体を暴こうとするも、後に源蔵の依頼で仕事人の的にされ、逆に小五郎に始末された。
文代（ふみよ）
演 - 秋元才加
東庵の助手。彼と共に鬼面風邪の特効薬の開発に取り組む中で、自身が調合した薬を父に飲ませたら完治したことで完成にこぎつけた。このことを聞かされた東庵に調合法を記した覚書を渡すよう促され当初は断るも「自分の名で世に出せば薬の信用性が高まる」と諭されたことで応じる。後に鬼滅丸と名付けた薬が一粒十両と法外な値段で売りに出され、庶民が手にできないことに憤慨して養生所に抗議に向かい、東庵に覚書を返すよう迫るも東庵に背中から刺殺され、駆けつけた源蔵の腕の中で息を引き取る。
あかり
演 - 志田彩良
長屋住まいの町娘。両親は既に他界している。体調不良を感じて東庵に診察してもらい、鬼面風邪でないと聞かされ安堵するも、給付金の横領のために患者の水増しを謀った玄斎によって牢屋へと幽閉される。その後、体調が悪化してしまい、隙を見て脱走して助けを求めるも、仁吉に刺殺される。その後、鬼面風邪で死亡したという形で、遺体は江戸養生所によって運ばれていった。
源蔵（げんぞう）
演 - ガッツ石松
文代の父。本作の依頼人の一人。自身も鬼面風邪に罹ってしまうが、文代が調合した薬によって完治した。後に名声に目が眩んで完全に外道に堕ちた東庵の手で殺された文代を弔い、小五郎達に天野や東庵を始めとした黒幕たちの始末を依頼した。
田助（でんすけ）
演 - 池川侑希弥（Boys be/関西ジャニーズJr.）
あかりの弟。本作の依頼人の一人。姉が仁吉に殺害されたことを知り、小五郎達に越前屋や玄斎らの始末を依頼した。エピローグで姉の墓を作り、涼次から陣八郎が捨てた鬼滅丸を渡された。なお、両親は既に他界し、年の離れた姉が死亡した事で天涯孤独になったが、長屋の人々によって引き取られている模様。
黒田三太夫（くろだ さんだゆう）
演 - 阪田マサノブ
天野の側近の1人。後に源蔵の依頼で仕事人の的にされ、花魁に接待されているところを同じく客として入った涼次に始末された。
白川伝八郎（しらかわ でんぱちろう）
演 - 吉田ウーロン太
天野の側近の1人。後に源蔵の依頼で仕事人の的にされ、リュウに始末された。
越前屋孫次郎（えちぜんや まごじろう）
演 - 正名僕蔵
呉服屋の主人。私財を投げ売って江戸養生所を設立するが、その裏では患者の水増しを行い、幕府から支給されるお助け金を着服している。しかし、仁吉があかりを殺害したことで田助の依頼により仕事の的にされ、小五郎に始末される。
玄斎（げんさい）
演 - 相島一之
江戸養生所に勤める医師。越前屋の悪事に荷担している。患者を水増しするため、江戸養生所に訪れたあかりに鬼面風邪に罹っていると騙して病人部屋に隔離した。しかし、仁吉があかりを殺害したことで田助の依頼により仕事の的にされ、片づけをしているところを涼次に始末される。
仁吉（にきち）
演 - 谷田歩
越前屋の側近。病人部屋から逃亡したあかりを殺害した実行犯だが、それにより田助の依頼で仕事の的にされ、陣八郎に狙われるも幼い子供がいると命乞いし、隙を突いて周囲に助けを求めるが駆けつけた小五郎にトドメを刺された。
正元（しょうげん）
演 - 中村織央
江戸養生所に勤める医師。しかし、仁吉があかりを殺害したことで田助の依頼により仕事の的にされ、病を訴えた（ふりをした）リュウを置き去りにしようとし、「あなたは藪医者の風上にも置けない人だ」と皮肉を言われながら刺殺された。
作兵衛（さくべえ）
演 - DJ KOO
岡場所の紅屋の主人。仕事の的の1人。色眼鏡をかけている。
井坂新兵衛（いさか しんべえ）
演 - 川合俊一
旗本。冒頭の仕事の的。
踊りに興じる町娘
演 - 新しい学校のリーダーズ